# Jeivani
Jeivani (en georgiano: ხეივანი; en armenio: Խեյվանի, romanizado: Jeivan) o Amzara (en abjasio: Амзара; en ruso: Амзара) es un pueblo que pertenece a la parcialmente reconocida República de Abjasia, parte del distrito de Gagra, aunque de iure pertenece al municipio de Gagra de la República Autónoma de Abjasia de Georgia.

## Geografía
Jeivani se encuentra en la costa del Mar Negro, a una distancia de 12 km al noroeste de Gagra. Limita con el pueblo de Mejadiri en el norte; Leselidze en el oeste y Gantiadi en el este, con frontera en el río Lapsta. Se encuentra a 3 km de la frontera entre Rusia y Abjasia.

## Historia
Antes de la guerra ruso-turca de 1887-1888, este pueblo todavía se llamaba en abjasio Amzara en abjasio. De 1867 a 1944, el pueblo fue conocido como Pilenkovo, más tarde pueblo pasó a llamarse Yermolovsk (en ruso: Ермоловск). Algunos autores creen que es en honor al militar ruso Alekséi Yermolov, quien tuvo un gran papel en el Muhayir, pero la mayoría creen que es una asociación errónea. La mayoría de armenios y georgianos llegaron en 1937 desde los pueblos de los alrededores. 
De 1944 a 1993, el asentamiento se llamó de forma oficial Jeivani y fue puesto dentro del selsovet de Gantiadi. Los tres pueblos de los alrededores, que pertenecen al distrito del pueblo actual, fueron renombrados de manera similar. Los pobladores se dedican al cultivo de tabaco, maíz, cítricos, jardinería, ganadería y silvicultura. Durante la era soviética, el pueblo tenía dos escuelas secundarias, un cine club y un campamento de pioneros. 
Durante la guerra en Abjasia, en 1992 el nombre Jeivani pasó a llamarse de forma oficial Amzara. Actualmente forma su propio municipio, aunque con mucha menos población que en el paso ya que la mayor parte huyó de Abjasia durante la guerra. 

## Demografía
La evolución demográfica de Jeivani entre 1959 y 2011 fue la siguiente:
| 3040                                                | 3096 | 1303 |
| (Fuente: Population of Abkhazia since Soviet times) |      |      |

Según el censo de 1959, la mayoría de la población local eran georgianos y rusos. La población ha tenido una importante disminución de población, aunque la inmensa mayoría de la población sigue siendo armenia. En el pasado la mayoría de la población eran armenios, rusos, georgianos y estonios. 
|              | 2011      | 2011       |
| Grupo étnico | Población | Porcentaje |
| ------------ | --------- | ---------- |
| Georgianos   | 3         | 0,2%       |
| Abjasios     | 118       | 9,1%       |
| Rusos        | 124       | 9,5%       |
| Ucranianos   | 6         | 0,5%       |
| Armenios     | 1029      | 79%        |
| Griegos      | 8         | 0,6%       |
| Total        | 1303      | 100%       |

## Infraestructura

### Transporte
Por aquí también pasa la carretera que conecta Abjasia y Rusia, además de la vía férrea Sujumi-Sochi.